# Edward Furlong

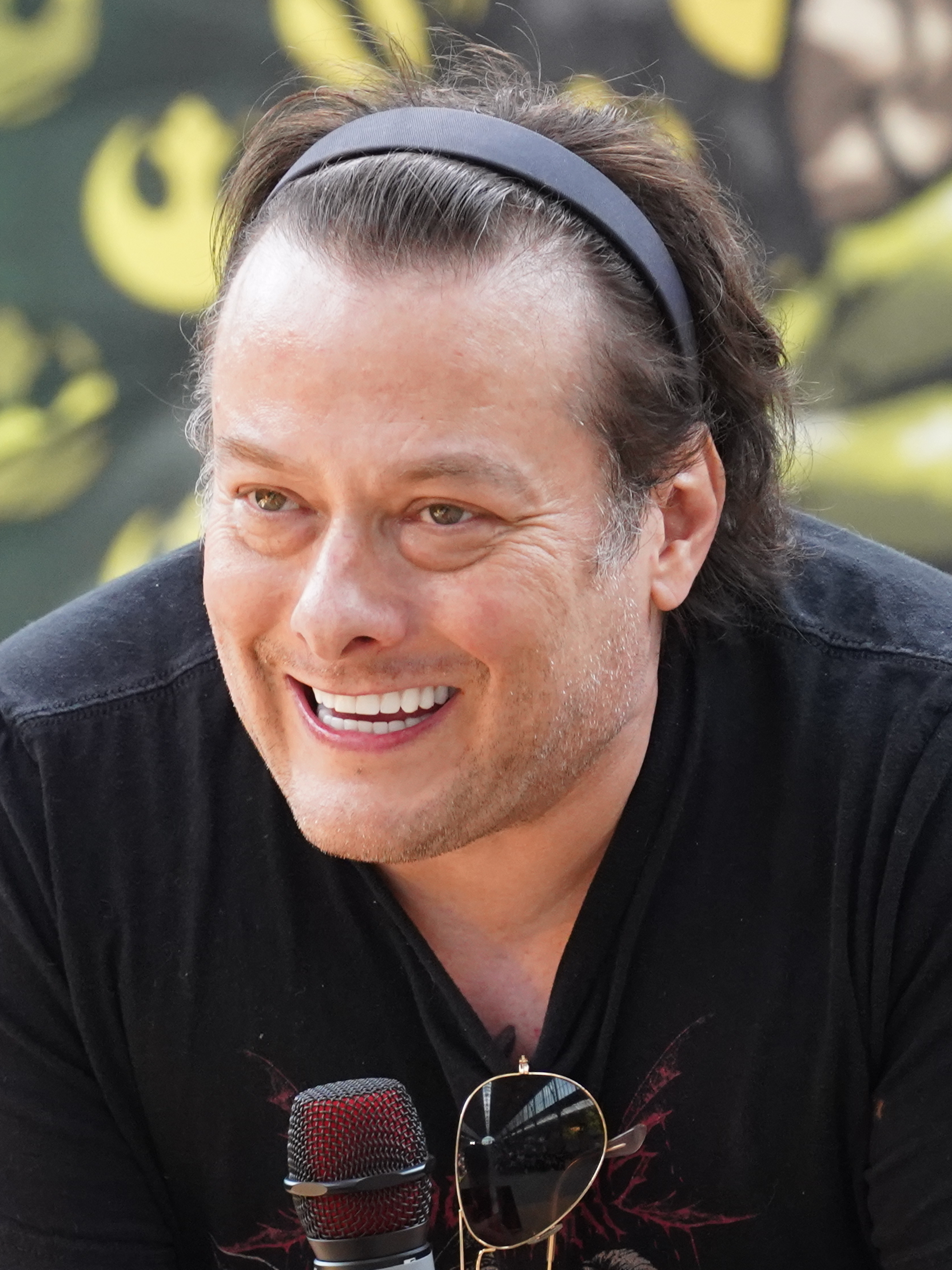
Edward Furlong (2024)

Edward Walter Furlong (* 2. August 1977 in Glendale, Kalifornien) ist ein US-amerikanischer Schauspieler.

## Frühe Lebensjahre
Edward Furlong ist der Sohn der Jugendarbeiterin Eleanor Torres. Er ist mütterlicherseits mexikanischer und laut eigener Aussage väterlicherseits russischer Herkunft und wuchs ab dem Teenageralter bei seiner Tante Nancy Tafoya, der Schwester seiner Mutter, und seinem Onkel Sean Furlong auf, deren Nachnamen er annahm. Er hat einen Halbbruder namens Robert Torres.

## Karriere
Im Alter von 13 Jahren wurde er von der Castingdirektorin Mali Finn in einem Boysclub in Pasadena (Kalifornien) entdeckt. Terminator 2 – Tag der Abrechnung war sein Filmdebüt, das ihn 1991 schlagartig über Nacht zu einem umschwärmten Teenager-Star machte. Seine bekanntesten Rollen sind die des jungen John Connor in Terminator 2 – Tag der Abrechnung an der Seite von Arnold Schwarzenegger und Linda Hamilton sowie die des Danny Vinyard an der Seite von Edward Norton  in American History X. Er spielte während der 1990er-Jahre prägnante Haupt- und Nebenrollen in Filmen wie Little Odessa, Die Grasharfe, Friedhof der Kuscheltiere 2 und Davor und danach. 
Auch als Musiker und Model war er in den 1990er Jahren erfolgreich. In Japan brachte er 1992 ein Album, sowie eine Single namens Hold on Tight auf den Markt, die sogar auf Platz 1 der japanischen Charts landete. 
Er modelte unter anderem für Calvin Klein.

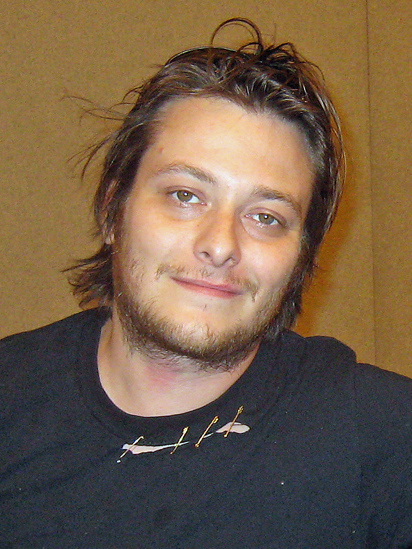
Furlong auf der London Film and Comic Con (2009)

Nach der Jahrtausendwende wirkte sich seine aufkommende Drogenabhängigkeit immer mehr auf seine Karriere aus. So musste er mehrmals Rollen abgeben und wurde beispielsweise in Terminator 3 – Rebellion der Maschinen (2003) durch Nick Stahl ersetzt. An den großen Erfolg von damals konnte er nicht mehr anknüpfen.
2011 war Furlong in dem Film The Green Hornet sowie in dem Thriller Below Zero neben Michael Berryman zu sehen. 2012 spielte er im Syfy-Fernseh-Horrorfilm Arachnoquake.

## Privatleben
Für einige Zeit war er zwischen 2001 und 2002 mit Jolene Blalock zusammen, die sich jedoch wieder von ihm trennte. Im April 2006 heiratete er seine Schauspielkollegin Rachael Bella, die er bei den Dreharbeiten zu Jimmy und Judy kennengelernt hatte. Im September 2006 wurden beide Eltern eines Sohnes. Im Juli 2009 wurde bekannt, dass sich die Ehe nach drei Jahren in Scheidung befindet. Als Grund hierfür gab Bella „unüberbrückbare Differenzen“ an.

## Drogenmissbrauch und Verurteilung
Schon mit Beginn seiner Karriere hatte Furlong mit Alkohol- und Drogenproblemen zu kämpfen. Er war heroin- und kokainabhängig. Im März 2013 wurde Furlong zu sechs Monaten Haft verurteilt, da er gegen Bewährungsauflagen gegenüber seiner Ex-Frau verstoßen hatte. Er soll sie wiederholt angegriffen haben.
Im Jahr 2018 machte er eine Drogenentziehungskur in einer Klinik. Nach längerer Abstinenz steht er seit 2022 wieder vor der Kamera und ist laut eigener Aussage seit 2018 clean.

## Auszeichnungen (Auswahl)
Für seine Rolle in Terminator 2 – Tag der Abrechnung wurde Furlong 1992 mit dem Saturn Award in der Kategorie Best Performance by a Younger Actor ausgezeichnet. 1994 erhielt er den Young Artist Award für seine Rolle in Wilde Kastanien.

## Filmografie (Auswahl)
- 1991: Terminator 2 – Tag der Abrechnung (Terminator 2: Judgment Day)
- 1992: Friedhof der Kuscheltiere II (Pet Sematary II)
- 1992: American Heart – Die zweite Chance (American Heart)
- 1993: Wilde Kastanien (A Home of Our Own)
- 1994: Brainscan
- 1994: Little Odessa
- 1995: Die Grasharfe (The Grass Harp)
- 1996: T2 3-D: Battle Across Time
- 1996: Davor und danach (Before and After)
- 1998: John Waters’ Pecker (Pecker)
- 1998: American History X
- 1999: Detroit Rock City
- 2000: Animal Factory
- 2001: Die Kreuzritter 4 – Das Gewand Jesu (I cavalieri che fecero l’impresa)
- 2003: Three Blind Mice – Mord im Netz (3 Blind Mice)
- 2005: Intermedio
- 2005: Venice Underground
- 2005: Happy Endings
- 2005: Nice Guys
- 2005: The Crow – Wicked Prayer (The Crow: Wicked Prayer)
- 2005: Ghost Labyrinth
- 2005: Cruel World
- 2006: Der Teufelspakt – The Covenant (The Covenant: Brotherhood of Evil)
- 2006: Jimmy & Judy
- 2006: The Visitation
- 2006: Warriors of Terra
- 2006–2010: CSI: NY (Fernsehserie, fünf Folgen)
- 2007: Living & Dying
- 2008: Blood Movie – Tod vor laufender Kamera (Dark Reel)
- 2009: Siegburg (Stoic)
- 2010: Night of the Demons
- 2010: Darfur
- 2011: The Green Hornet
- 2011: Tequila
- 2011: Below Zero – Das Schlachthaus (Below Zero)
- 2012: Arachnoquake (Fernsehfilm)
- 2012: The Money – Jeder bezahlt seinen Preis (For the Love of Money)
- 2012: Perception (Fernsehserie, Episode 1x07)
- 2012: Crave
- 2013: Matt’s Chance
- 2013: Zombie King – König der Untoten (The Zombie King)
- 2013: Assault on Wall Street
- 2014: The Last Light
- 2014: Aftermath
- 2015: A Perfect Vacation
- 2015: Star Trek: Renegades (Webserie)
- 2016: A Winter Rose
- 2017: The Reunion
- 2022: Charlie’s Horse
- 2022: The Forest Hills
- 2023: Heart of a Champion